# Cypress Hill
A Cypress Hill egy egyesült államokbeli hiphopegyüttes, a kaliforniai South Gate-ből. Az első latin-amerikai hiphop csapat, amelynek sikerült platina, illetve többszörös platinaeladásokat elérnie. Dalszövegeikkel kiállnak a kannabisz amerikai legalizálásáért, gyógyászati és rekreációs céllal történő fogyasztásáért. 2019-ben csillagot kaptak a hollywoodi hírességek sétányán, amivel ők lettek az első latin-amerikai hiphop formáció akik ilyenben részesültek.

## Történetük

### A kezdetek
1971-ben Senen Reyse (Sen Dog) és öccse, Ulpiano Sergio Reyes (Mellow Man Ace) a családjukkal együtt elhagyták Kubát és a kaliforniai South Gate városába költöztek. A két testvér itt alapította meg a DVX (Devastating Vocal Excellence) hiphop-csapatot, melynek tagja lett még a New York-i olasz-amerikai származású Lawrence Muggerud (DJ Muggs) és a Los Angeles-i Louis Freese (B-Real). Nem sokkal a megalakulás után a csapatot elhagyta Ulpiano Sergio Reyes (Mellow Man Ace), hogy szóló karrierbe kezdjen, a formáció pedig ekkor változtatta a nevét Cypress Hill-re ami egy South Gate-i utcára utal.

### Első sikerek (1989-1995)
A zenekar első albuma 1991 novemberében jelent meg és a Cypress Hill nevet kapta. Az ebből kiadott kislemezei, mint a Phuncky Feel One és a How I Could Just Kill a Man 1992-ben a Billboard rap listáján az első helyig jutottak. Az albumhoz kapcsolódóan pedig további kislemezeik jelentek meg Hand on the Pump és Latin Lingo címmel, melyekből az utóbbinak a dalszövege kétnyelvű (spanyol és angol). Az album sikerét mutatja, hogy csak az USA-ban kétmillió példányt adtak el belőle, amellyel kiérdemelte a kétszeres platinalemez minősítést.
Ebben az időben DJ Muggs több más együttessel is dolgozott együtt, elég megemlíteni a Beastie Boys vagy a House of Pain nevét.
1993-ban jelent meg a második album, Black Sunday néven, amely rögtön a Billboard 200-as listájának élén kezdett. Elsőként érték el, hogy ezen a listán egyszerre 2 albumuk is szerepeljen az első 10 között, egy időben. Elsősorban az Insane in the Brain sikerének köszönhetően az album kétszeres platinalemez lett, csak az Egyesült Államokban 3,25 millió példány fogyott belőle.
Még ebben az évben "Soul Assasin" turnéjukon a House of Pain és a Funkdoobiest zenekarokkal együtt léptek fel, majd a Rage Against the Machine és a 7 Year Bitch csapatokat kérték fel erre. A Judgement Night c. film betétdalai közül kettőben is közreműködtek, a Pearl Jam, illetve a Sonic Youth formációval együtt. A Saturday Night Live c. műsorból kitiltották őket, miután az "I Ain't Goin' Out Like That" előadása közben összetörték a hangszereiket és Muggs nekiállt füvet szívni élő adásban.
1994-ben fölléptek a Woodstock fesztiválon, ahol bejelentették az együttes új tagját, Eric Bobót (dobos), a híres salsazenész, Willie Bobo fiát. Ezután 2 egymást követő évben is fölléptek a Lollapalooza fesztiválon, ennek kapcsán szerepeltek is a A Simpson család "Homerpalooza" c. epizódjában.
A Cypress Hill III: The temples of Boom nevet kapó harmadik album 1995-ben jelent meg és 3. lett a 200-as Billboard-listán. 1,5 millió példány fogyott belőle.

### Folytatás (1996–2002)
1996-ban kiadtak egy 9 mixet tartalmazó albumot, Unreleased and Revamped néven. A mixeket az addigi 3 album legnagyobb sikereiből készítették. Az együttes egyik rappere, Sen Dog alapított egy új punk-rap zenekart Los Angelesben, SX-10 néven.
Még ebben az évben fölléptek az első "Smookin' Grooves" koncertsorozaton, olyan előadókkal mint a Fugees vagy Busta Rhymes.
1997 során a Cypress Hill tagjai inkább a saját karrierjüket építették; DJ Muggs Wu-Tang Clannal, Dr. Drével és Wyclef Jeannal, B-Real Coolióval és LL Cool J-vel dolgozott együtt.
A negyedik albumig (IV) 1998-ig kellett várni, és bár sok negatív kritika érte, aranylemez lett az USA-ban. Hozzájárultak az 1999-es Kingpin: Life of Crime számítógépes játék készítéséhez: a IV albumról 3 szám is benne van a játékban, B-Real pedig több szereplőnek is "kölcsönözte" a hangját.
1999-ben kijött a Cypress Hill spanyol nyelvű válogatásalbuma, Los grandes éxitos en español néven.
2000-ben kiadták a Skull & Bones albumot, amely két, meglehetősen különböző zenei stílus kombinációja. Az első lemezen (Skull) inkább rap, a másikon (Bones) inkább rockosabb számok kaptak helyet, de több helyen is keveredik a két műfaj. Az album legsikeresebb kislemeze a Rap Superstar (Rock Superstar) volt, főleg ennek köszönhetően a Skull & Bones a Billboard-lista 5. helyéig jutott.
Még ebben az évben a Cypress Hill kiadott egy koncert albumot is, Live at the Fillmore néven, amit a San Franciscó-i nagy Fillmore koncertteremben vettek föl, 2000-ben.
A 2001-es Stoned Raiders is a "Rock Superstar"-ral elindított rockosabb irányt folytatja, viszont már jóval kisebb sikerrel; az album már az 50-es amerikai listára sem tudott fölkerülni.
2004. március 23-án a Cypress Hill kiadta a Till Death Do Us Part albumot, melynek érdekessége a sok reggae-elem, főleg a What's Your Numberben, ami az album legnagyobb slágere volt. Sok vendégelőadó kapott szerepet a lemez készítésekor, például Tim Armstrong, Rob Aston, vagy éppen a Prodigy.
A 2005 decemberében kiadott Greatest Hits from the Bong válogatáslemez után, ami 9 régi és 2 új számot tartalmazott, 2010-ben kiadták a Rise Up című nagylemezüket.

## Szakítás a Sony Music kiadóval
Miután lejárt a Sonyval kötött szerződésük, a Cypress Hill következő, Rise Up című albuma az EMI kezében lévő Priority Recordsnál jelent meg.

## Zene

### Samplerek
Itt olvashatsz olyan dalokról amiket feldolgozott a Cypress Hill
Illusions (album: Temples of boom)

sample: Gary Burton – Las Vegas tango

## Diszkográfia

### Stúdióalbumok
| Borító | Info |
| ------ | --- |
|        | Cypress Hill - Kiadás dátuma: 1991. augusztus 19. - Ranglistahelyezések: #4 Top Hip-Hop/R&B Albums, #31 Billboard 200 - RIAA-helyezés: 2x platinalemez - Kislemezek: "Pigs", "How I Could Just Kill a Man", "Hand on the Pump", "The Phuncky Feel One", "Real Estate", "Latin Lingo" |
|        | Black Sunday - Kiadás dátuma: 1993. július 20. - Ranglistahelyezések: #1 Top Hip-Hop/R&B Albums, #1 Billboard 200 - RIAA-helyezés: 3x platinalemez - Kislemezek: "I Ain't Goin' Out Like That", "Insane in the Brain", "Lick a Shot", "Cock the Hammer", "Hits from the Bong"        |
|        | Cypress Hill III: Temples of Boom - Kiadás dátuma: 1995. október 31. - Ranglistahelyezések: #3 Top Hip-Hop/R&B Albums, #3 Billboard 200 - RIAA-helyezés: platinalemez - Kislemezek: "Throw Your Set in the Air", "Illusions", "Boom Biddy Bye Bye"                                   |
|        | IV - Kiadás dátuma: 1998. október 6. - Ranglistahelyezések: #11 Top Hip-Hop/R&B Albums, #11 Billboard 200 - RIAA-helyezés: aranylemez - Kislemezek: "Checkmate", "Tequila Sunrise", "Dr. Greenthumb"                                                                                 |
|        | Skull & Bones - Kiadás dátuma: 2000. április 25. - Ranglistahelyezések: #3 Top Hip-Hop/R&B Albums, #5 Billboard 200 - RIAA-helyezés: 2x platinalemez - Kislemezek: "(Rap) Superstar", "Highlife", "Can't Get the Best of Me", "(Rock) Superstar"                                     |
|        | Stoned Raiders - Kiadás dátuma: 2001. december 4. - Ranglistahelyezések: #26 Top Hip-Hop/R&B Albums, #64 Billboard 200 - Kislemezek: "Trouble", "Psychodelic Vision", "Lowrider" |
|        | Till Death Do Us Part - Kiadás dátuma: 2004. március 23. - Ranglistahelyezések: #23 Top Hip-Hop/R&B Albums, #21 Billboard 200 - Singles: "Whats Your Number?", "Latin thugs" |
|        | Rise Up - Kiadás dátuma: 2010. április 20. - Ranglistahelyezések: #5 Top Hip-Hop/R&B Albums, #19 Billboard 200 - Singles: "Get 'Em Up", "It Ain't Nothin'", "Rise Up", "Armada Latina”                                                                                               |

### Válogatások, koncertfelvételek
| Borító | Info |
| ------ | --- |
|        | Unreleased and Revamped - Kiadás dátuma: 1996. augusztus 13. - Ranglistahelyezések: #15 Top Hip-Hop/R&B Albums, #21 Billboard 200 - RIAA-helyezés: aranylemez                                                                     |
|        | Los grandes éxitos en español - Kiadás dátuma: 1999. október 19. - Ranglistahelyezések: #6 Top Latin Albums - RIAA-helyezés: aranylemez - Kislemezek: "No entiendes la onda" ("How I could just kill a man"), "Siempre peligroso" |
|        | Live at the Fillmore - Kiadás dátuma: 2000. december 12. - Ranglistahelyezések: #78 Top Hip-Hop/R&B Albums, #119 Billboard 200 |
|        | Greatest Hits from the Bong - Kiadás dátuma: 2005. december 13. - Ranglistahelyezések: #14 Top Hip-Hop/R&B Albums, #30 Billboard 200                                                                                              |

### Kislemezek
| Év   | Cím                             | Ranglistahelyezés | Ranglistahelyezés | Ranglistahelyezés | Ranglistahelyezés        | Ranglistahelyezés  | Album                             |
| Év   | Cím                             | U.S. Hot 100      | U.S. R&B/Hip-Hop  | U.S. Rap          | Modern Rock Tracks Chart | Brit kislemezlista | Album                             |
| ---- | ------------------------------- | ----------------- | ----------------- | ----------------- | ------------------------ | ------------------ | --------------------------------- |
| 1992 | "How I Could Just Kill a Man"   | #77               | -                 | #1                | -                        | -                  | Cypress Hill                      |
| 1992 | "The Phuncky Feel One"          | #77               | -                 | #1                | -                        | -                  | Cypress Hill                      |
| 1992 | "Latin Lingo"                   | -                 | -                 | #12               | -                        | -                  | Cypress Hill                      |
| 1992 | "Hand on the Pump"              | #83               | -                 | #2                | -                        | -                  | Cypress Hill                      |
| 1993 | "Insane in the Brain"           | #19               | #27               | #1                | -                        | #32                | Black Sunday                      |
| 1993 | "When The Shit Goes Down"       | -                 | -                 | -                 | -                        | #19                | Black Sunday                      |
| 1993 | "I Ain't Goin Out Like That"    | #65               | #86               | #21               | -                        | #15                | Black Sunday                      |
| 1993 | "Insane in the Brain" (reissue) | -                 | -                 | -                 | -                        | #21                | Black Sunday                      |
| 1994 | "Lick A Shot"                   | -                 | -                 | -                 | -                        | #20                | Black Sunday                      |
| 1995 | "Throw Your Set in the Air"     | #45               | #60               | #11               | -                        | #15                | Cypress Hill III: Temples of Boom |
| 1996 | "Illusions"                     | -                 | #87               | #31               | -                        | #23                | Cypress Hill III: Temples of Boom |
| 1996 | "Boom Biddy Bye Bye"            | #87               | #73               | #19               | -                        | -                  | Cypress Hill III: Temples of Boom |
| 1998 | "Dr. Greenthumb"                | #70               | #57               | #14               | -                        | #34                | IV                                |
| 1998 | "Tequila Sunrise"               | #81               | #63               | #19               | -                        | #23                | IV                                |
| 2000 | "Rap Superstar"                 | -                 | #87               | #43               | -                        | #13                | Skull & Bones                     |
| 2000 | "Rock Superstar"                | -                 | -                 | -                 | #18                      | #13                | Skull & Bones                     |
| 2000 | "Highlife"                      | -                 | -                 | -                 | -                        | #35                | Skull & Bones                     |
| 2001 | "Lowrider"                      | -                 | #88               | #34               | -                        | #33                | Stoned Raiders                    |
| 2001 | "Trouble"                       | -                 | #88               | #34               | -                        | #33                | Stoned Raiders                    |
| 2004 | "What's Your Number"            | -                 | -                 | -                 | #23                      | #44                | Till Death Do Us Part             |
| 2004 | "Latin Thugs"                   | -                 | #93               | #66               | -                        | -                  | Till Death Do Us Part             |
| 2009 | "Get 'Em Up"                    | -                 | -                 | -                 | -                        | -                  | Rise Up                           |
| 2010 | "It Ain't Nothin'"              | -                 | -                 | -                 | -                        | -                  | Rise Up                           |
| 2010 | "Rise Up"                       | -                 | -                 | -                 | -                        | -                  | Rise Up                           |
| 2010 | "Armada Latina"                 | -                 | -                 | #25               | -                        | -                  | Rise Up                           |
| 2017 | "Reefer Man"                    | -                 | -                 | -                 | -                        | -                  | Grow House soundtrack             |